# Bytom
Bytom (pronunțat în polonezăⓘ; în poloneza veche Bitom, în germană Beuthen, în latină Bethania) este un municipiu în voievodatul Silezia, Polonia, care face parte în Area Metropolitană de Silezia Superioară.
Se află la o altitudine de 330 m deasupra nivelului mării. Are o suprafață de 69,44 km². Populația este de 153.274 locuitori, determinată în 31 martie 2021, prin recensământul polonez din 2021[*].

## Personalități
- Grzegorz Gerwazy Gorczycki (1665?-1734), compozitor polonez
- Leo Scheffczyk (1920-2005), cardinal
- Edward Szymkowiak (1932-1990), fotbalist polonez
- Jan Liberda (n. 1936), fotbalist polonez
- Zygmunt Anczok (n. 1946), fotbalist polonez
- Leszek Engelking (n. 1955), poet și scriitor polonez